# Pandora Island
Pandora Island är en ö i Kanada.   Den ligger i territoriet Nunavut, i den nordöstra delen av landet, 3 200 km nordväst om huvudstaden Ottawa. Arean är 140 kvadratkilometer.
Terrängen på Pandora Island är lite kuperad. Öns högsta punkt är 330 meter över havet. Den sträcker sig 19,5 kilometer i nord-sydlig riktning, och 12,6 kilometer i öst-västlig riktning.
Trakten runt Pandora Island består i huvudsak av gräsmarker.